# Bílá Třemešná
Pour les articles homonymes, voir Bílá.
Bílá Třemešná (en allemand : Weiß Tremeschna, de 1939 à 1945 Ahlkirschen) est une commune du district de Trutnov, dans la région de Hradec Králové, en Tchéquie. Sa population s'élevait à 1 353 habitants en 2020.

## Géographie
Bílá Třemešná se trouve à 6 km à l'ouest-nord-ouest de Dvůr Králové nad Labem, à 18 km au sud-ouest de Trutnov, à 27 km au nord-nord-ouest de Hradec Králové et à 102 km à l'est-nord-est de Prague.
La commune est limitée par Dolní Brusnice et Nemojov au nord, par Dvůr Králové nad Labem à l'est et au sud, et par Třebihošť à l'ouest.

## Histoire
La première mention écrite de la localité date de 1270, mais sa fondation remonte probablement à 1238.